# Tilen Bartol
Tilen Bartol (* 17. April 1997 in Ljubljana) ist ein ehemaliger slowenischer Skispringer. Er startete für den SSK Sam Ihan.

## Werdegang
Tilen Bartol begann seine internationale Karriere am 31. August und 1. September 2012 mit zwei Wettbewerben im Alpencup in Einsiedeln, bei denen er auf die Plätze 34 und 50 kam. Im März des darauffolgenden Jahres startete Bartol in Oberstdorf zum ersten Mal im FIS Cup und belegte dort den 71. und den 74. Platz. Weitere Teilnahmen an Wettbewerben des Alpen- und FIS-Cups folgten im Laufe der nächsten Jahre. Das mit Abstand beste Ergebnis für Bartol im Alpencup war hierbei ein Sieg im österreichischen Tschagguns. Am 27. und 28. Dezember 2014 debütierte Tilen Bartol schließlich in Engelberg im Continental Cup. Bei diesen Wettbewerben erreichte er die Plätze 44 und 56. Seitdem folgten regelmäßige Auftritte im FIS-, Alpen- und Continental-Cup. Bei den Nordischen Junioren-Skiweltmeisterschaften 2015 in Almaty belegte er den 41. Platz im Einzel.
Seine bisher stärkste Saison im Continental Cup hatte er mit der Saison 2015/16. In dieser erreichte er mit dem zehnten Platz in Kuopio am 23. August 2015 zum ersten Mal eine Top-10-Platzierung im Continental Cup. Im Dezember 2015 gelangen Bartol im norwegischen Rena und im finnischen Rovaniemi seine bisher besten Ergebnisse im Continental Cup. Nachdem er am 11. Dezember in Rena mit dem dritten Platz zum ersten Mal einen Podiumsrang belegte, siegte Bartol im Wettbewerb einen Tag später an gleicher Stelle. Nach weiteren guten Sprüngen konnte Bartol schließlich auch den dritten Wettbewerb für sich entscheiden. Damit fuhr er seine ersten beiden Continental-Cup-Siege ein. In Rovaniemi konnte Bartol nach einem zehnten Platz im ersten Wettbewerb erneut mit dem dritten Platz im zweiten Wettbewerb auf das Podium springen. Nach diesen Erfolgen im COC gab er im Rahmen der Vierschanzentournee 2015/16 sein Debüt im Weltcup. Er überstand in Oberstdorf und in Innsbruck die Qualifikation, konnte aber mit den Plätzen 47 und 49 noch keine Punkte holen. Bei den Nordischen Junioren-Skiweltmeisterschaften 2016 in Râșnov belegte er den 27. Rang im Einzel und wurde mit der slowenischen Mannschaft Fünfter. Am 16. März 2016 stellte er außerdem im Einspringen zum Weltcup-Finale in Planica eine neue Weltbestweite auf. Er sprang 252 Meter weit, konnte allerdings den Sprung nicht stehen.
Bei den Slowenischen Meisterschaften 2016 in Planica gewann Bartol im Teamwettbewerb zusammen mit Jernej Damjan, David Krapež und Miha Kveder die Silbermedaille. Bei den Junioren-Weltmeisterschaften 2017 in Park City, Utah belegte er den neunten Platz im Einzelwettbewerb. Im Mannschaftswettbewerb von der Normalschanze gewann er zusammen mit Žiga Jelar, Aljaž Osterc und Bor Pavlovčič die Goldmedaille vor Deutschland und Österreich. Im Mixed-Teamwettbewerb holte er zusammen mit Nika Križnar, Ema Klinec und Žiga Jelar ebenfalls die Goldmedaille, diesmal vor Deutschland und Japan. Nachdem er fast die komplette Saison 2016/17 im Continental Cup gesprungen war und dabei seinen dritten COC-Sieg erzielt hatte, wurde am Ende der Saison erneut im Weltcup eingesetzt. Im Rahmen der Raw Air 2017 in Oslo wurde er erstmals im Teamspringen eingesetzt und wurde mit der slowenischen Mannschaft Sechster. Im Einzel verpasste er als 31. nur knapp die Punkteränge. Beim Weltcup-Finale in Planica verpasste er als 38. erneut seine ersten Punkte.
Am 26. und 27. August 2017 debütierte Bartol in Hakuba im Sommer-Grand-Prix. Er belegte dabei die Plätze neun und fünf und erreichte damit bei seinen ersten Einsätzen auf Anhieb Top-Ten-Platzierungen. Im weiteren Verlauf des Sommers sprang er im Continental Cup und erzielte dabei neben weiteren Podestplatzierungen seinen vierten COC-Sieg am 1. Oktober in Klingenthal. Er belegte den zweiten Rang in der COC-Sommer-Wertung hinter Klemens Murańka. In der Weltcup-Saison 2017/18 gehörte er fest zur slowenischen Weltcup-Mannschaft. Zum Weltcup-Auftakt in Wisła holte er am 19. November 2017 mit Platz 21 seine ersten Weltcuppunkte. Am 1. Januar 2018 wurde er in Garmisch-Partenkirchen im Rahmen der Vierschanzentournee 2017/18 Fünfter und erzielte damit seine erste Top-Ten-Platzierung und auch sein bestes Saisonergebnis im Weltcup. Bei der Skiflug-Weltmeisterschaft 2018 in Oberstdorf belegte er den 39. Platz im Einzel, im Mannschaftswettbewerb kam er nicht zum Einsatz. Bei den Olympischen Winterspielen 2018 in Pyeongchang gehörte er zum fünfköpfigen slowenischen Aufgebot und wurde in allen drei Wettbewerben eingesetzt. Im Einzelwettbewerb auf der Normalschanze belegte er den 16. Platz und im Einzelwettbewerb auf der Großschanze den 17. Platz. Mit der slowenischen Mannschaft wurde er im Mannschaftswettbewerb auf der Großschanze Fünfter. Beim Weltcup-Finale in Planica erreichte er als Dritter im Mannschaftsspringen seine erste Podestplatzierung im Weltcup. Im Gesamtweltcup belegte er mit 185 Punkten den 25. Rang.
In der Weltcup-Saison 2019/20 war Bartol bis zum Springen von der Bergiselschanze in Innsbruck im Rahmen der Vierschanzentournee fester Bestandteil des slowenischen Teams, auch wenn er nur zweimal die Punkteränge erreichen konnte. Währenddessen plagten ihn Schmerzen im rechten Knie, die wohl mit der Verletzung aus dem Vorjahr zusammenhingen. Daher unterzog er sich einer Kniearthroskopie, die ihn zum vorzeitigen Saisonende zwang. Er beendete die Saison mit drei Weltcup-Punkten.
Nach dem letzten Weltcup-Wochenende der Saison 2022/23 in Planica beendete er seine Karriere.

## Erfolge

### Continental-Cup-Siege im Einzel
| Nr. | Datum             | Ort         | Typ           |
| --- | ----------------- | ----------- | ------------- |
| 1.  | 12. Dezember 2015 | Rena        | Normalschanze |
| 2.  | 13. Dezember 2015 | Rena        | Normalschanze |
| 3.  | 19. Februar 2017  | Planica     | Großschanze   |
| 4.  | 1. Oktober 2017   | Klingenthal | Großschanze   |
| 5.  | 6. Januar 2019    | Klingenthal | Großschanze   |

### Ungültig Weltrekord
| #     | Schanze                          | Ort     | Land      | Weite   | aufgestellt am | Rekord bis |
| ----- | -------------------------------- | ------- | --------- | ------- | -------------- | ---------- |
| Sturz | Letalnica bratov Gorišek (HS225) | Planica | Slowenien | 252,0 m | 16. März 2016  | Ungültig   |

## Statistik

### Weltcup-Platzierungen
| Saison  | Platz | Punkte |
| ------- | ----- | ------ |
| 2017/18 | 25.   | 185    |
| 2018/19 | 61.   | 009    |
| 2019/20 | 69.   | 003    |
| 2020/21 | 47.   | 058    |

### Vierschanzentournee-Platzierungen
| Saison  | Platz | Punkte |
| ------- | ----- | ------ |
| 2015/16 | 60.   | 179,3  |
| 2017/18 | 28.   | 617,0  |
| 2019/20 | 62.   | 092,4  |
| 2020/21 | 61.   | 113,1  |

### Raw-Air-Platzierungen
| Saison | Platz | Punkte |
| ------ | ----- | ------ |
| 2017   | 62.   | 0504,2 |
| 2018   | 14.   | 2048,9 |

### Grand-Prix-Platzierungen
| Saison | Platz | Punkte |
| ------ | ----- | ------ |
| 2017   | 30.   | 074    |
| 2019   | 21.   | 110    |
| 2021   | 32.   | 059    |
| 2022   | 43.   | 030    |

### Continental-Cup-Platzierungen
| Saison  | Platz | Punkte |
| ------- | ----- | ------ |
| 2014/15 | 109.  | 043    |
| 2015/16 | 018.  | 530    |
| 2016/17 | 017.  | 600    |
| 2017/18 | 012.  | 627    |
| 2018/19 | 025.  | 387    |
| 2019/20 | 116.  | 027    |
| 2020/21 | 030.  | 160    |
| 2021/22 | 044.  | 228    |